# Dimorphocalyx cumingii
Dimorphocalyx cumingii là một loài thực vật có hoa trong họ Đại kích. Loài này được (Müll.Arg.) Airy Shaw mô tả khoa học đầu tiên năm 1969.